# John Kuhn
(en) Statistiques sur pro-football-reference
John Kuhn (né le 9 septembre 1982 à Dover) est un joueur américain de football américain.

## Carrière

### Université
En 2004, les Raiders avec Kuhn remportent leur premier PSAC Western Division Championship (champion de la division ouest) et permet à l'équipe d'être promu dans la division II de la NCAA.
Après avoir été finaliste pour le Trophée Harlon Hill (récompensant le meilleur joueur, effectuant sa dernière saison, dans la division II), Kuhn est sélectionné pour jouer le Cactus Bowl 2005 le 7 janvier de cette même année. Kuhn efface vingt-sept records de l'école et finit sa carrière universitaire avec un total de 4685 yards parcourus en 910 courses (moyenne de 5,1 yards par course), cinquante-trois touchdowns ainsi que vingt-six match où il dépasse la barre des cent yards parcourus.

### Professionnel

#### Steelers de Pittsburgh
John n'est pas sélectionné durant de le draft de la NFL de 2005 et signe un contrat comme agent libre avec les Steelers de Pittsburgh mais est libéré avant le début de la saison. À la suite de cela, il signe un contrat avec les San Jose SaberCats, franchise jouant en Arena Football League mais le contrat est annulé après que Kuhn est rappelé avec Pittsburgh pour intégrer l'équipe d'entrainement le 30 novembre 2005. Kuhn ne fait aucun match lors de la saison 2005 mais remporte comme le reste des Steelers le Super Bowl XL.
Il signe un nouveau contrat avec les Steelers le 17 février 2006. Il signe avec l'équipe active le 31 octobre 2006 et joue ses neuf premiers matchs en NFL, faisant sa première course contre les Browns de Cleveland.
Le 6 octobre 2006, John est appelé au huitième tour du draft supplémentaire de l'Arena Football League par les New Orleans VooDoo. Bien qu'il soit sélectionné il ne joue pas avec cette équipe.

#### Packers de Green Bay
Il signe avec l'équipe active des Packers de Green Bay le lendemain de sa libération par Pittsburgh. Pour sa première saison avec les Packers il joue l'ensemble des matchs mais n'est titulaire que lors d'un match, ne recevant que deux passes. Après la fin de son contrat, il re-signe le 19 mars 2008. Le 12 octobre 2008, Kuhn inscrit le premier touchdown de sa carrière professionnelle sur une passe d'un yard d'Aaron Rodgers contre les Seahawks de Seattle. Il marque lors de cette saison deux autres touchdowns (un sur une course et un sur une passe). En 2009, il joue quatorze matchs (dont six comme titulaire) et marque trois touchdowns.
Le 26 décembre 2010, John marque trois touchdowns dans la même partie contre les Giants de New York. Après ce fait, Kuhn devient un des chouchous du Lambeau Field ; lorsqu'il obtient le ballon pour des courses, les fans crient son nom en appuyant sur le U de son nom le temps de sa course. Il remporte son second Super Bowl le 6 février 2011 contre son ancienne équipe des Steelers de Pittsburgh.